# United States of Al
United States of Al američki je televizijski sitcom kojeg su stvorili David Goetsch i Maria Ferrari. U njemu glume Adhir Kalyan, Parker Young, Elizabeth Alderfer, Kelli Goss, Dean Norris i Farrah Mackenzie. Serija prati Ala (Kalyan), prevoditelja iz Afganistana koji se seli u Columbus, sa svojim prijateljem Rileyjem (Young), veteranom Mornaričkog zbora SAD-a. Izvršni producent je Chuck Lorre.

## Vanjske poveznice
- United States of Al u internetskoj bazi filmova IMDb-a